# Styropian

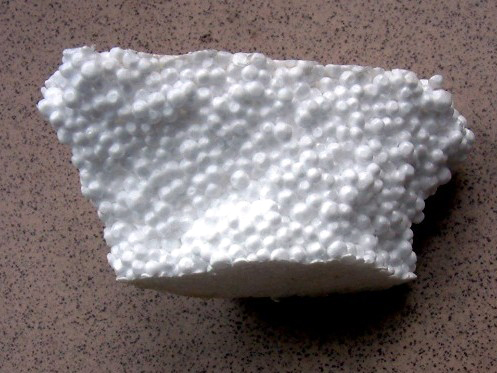
Styropian – wygląd makroskopowy

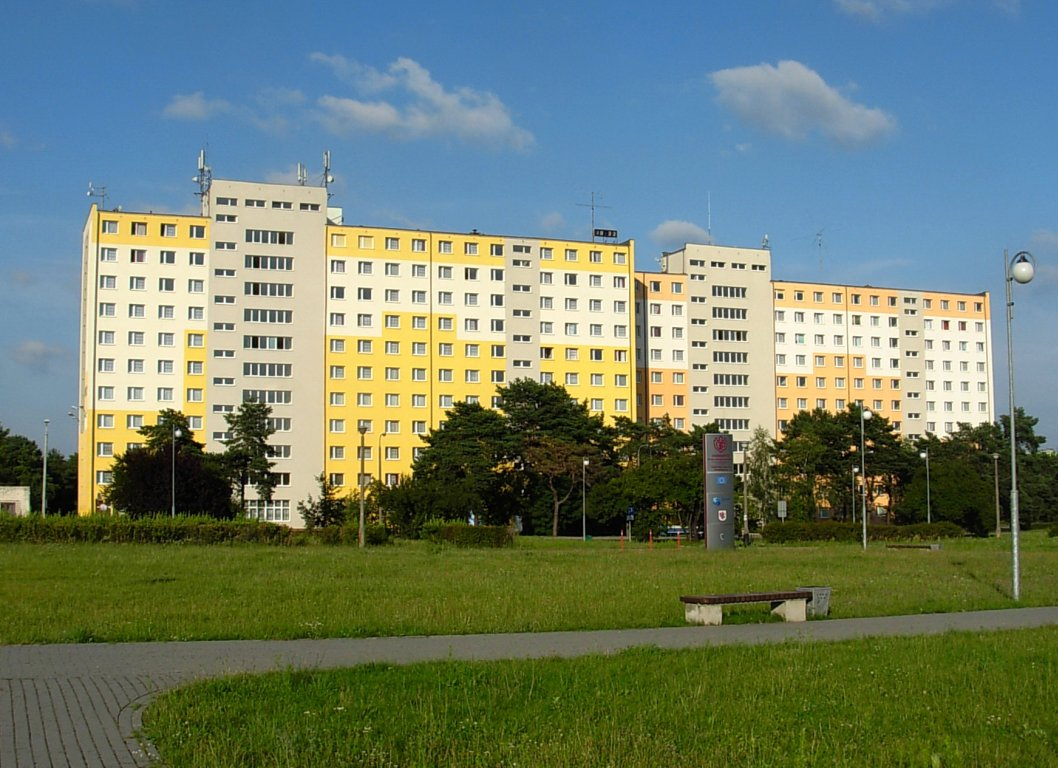
Budynek ocieplony styropianem (akademik Politechniki Bydgoskiej)

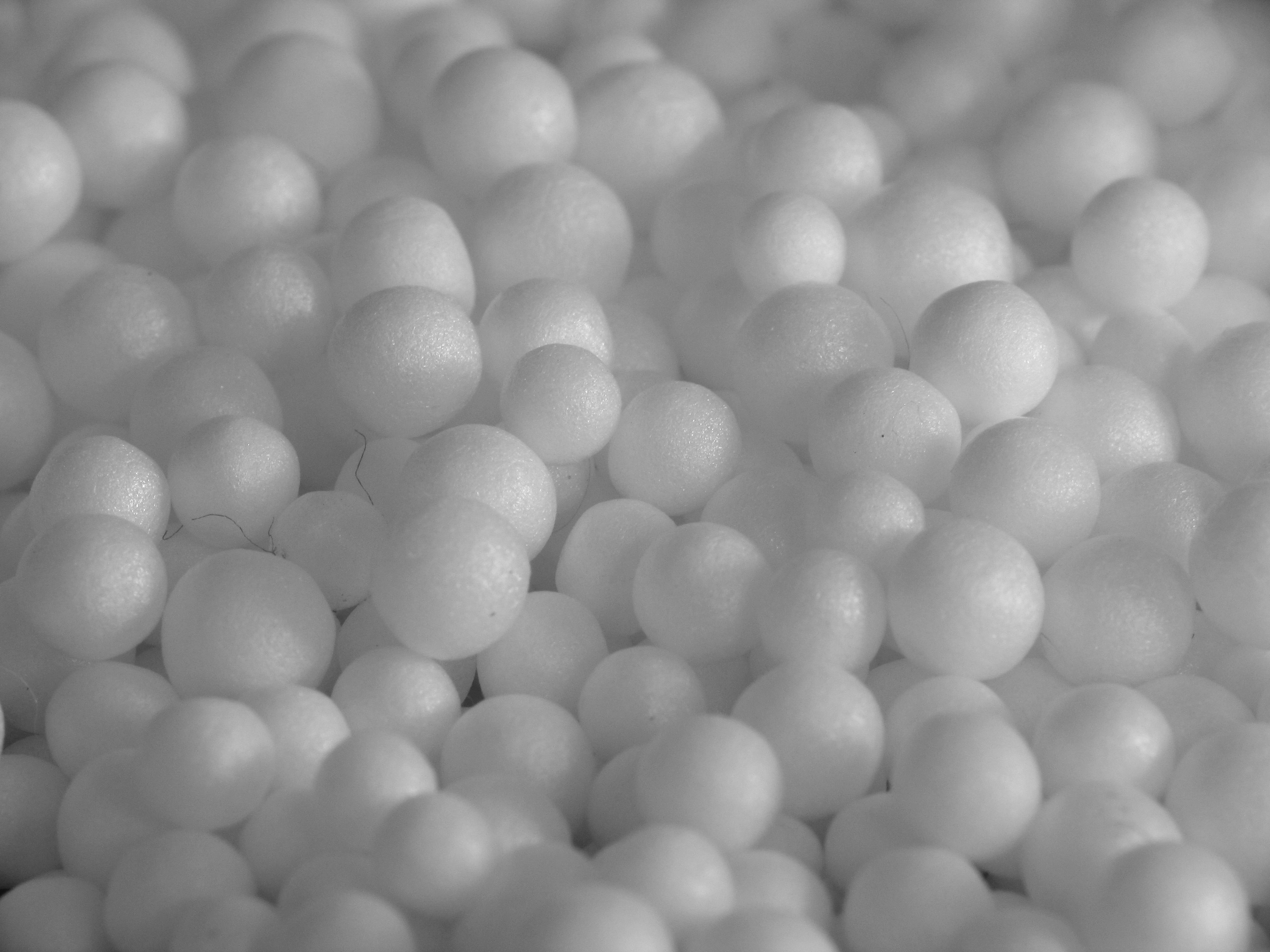
Kulki styropianu o średnicy ok. 2 mm

Styropian (polska nazwa handlowa dla spienionego polistyrenu, właśc. polistyren ekspandowany, EPS) – porowate tworzywo sztuczne, otrzymane poprzez spienienie litych granulek polistyrenu, zawierających rozpuszczony porofor (np. pentan). Strukturę spienioną uzyskuje się zazwyczaj przez jednokrotne lub wielokrotne podgrzanie granulek parą wodną. Styropian typowo składa się z połączonych ze sobą elementów o kształcie zbliżonym do obłego. Między elementami mogą występować niewielkie pustki powietrzne (ich liczba i wielkość zależy od gęstości materiału), co uwidacznia się na przełomie styropianu. Jest to materiał nieodporny na działanie wielu rozpuszczalników organicznych (np. aceton czy rozpuszczalniki aromatyczne), olejów, smarów.

## Właściwości i zastosowania
Styropian jest używany do produkcji jednorazowych tacek, talerzy, kubków i opakowań na podgrzane lub schłodzone artykuły spożywcze. Używany jest również do termoizolacji w postaci płyt lub luźnych granulek wtłaczanych w wolne przestrzenie ścian budowli. Innym zastosowaniem są materiały opakowaniowe w postaci dopasowanych do rozmiarów wrażliwego na uderzenia przedmiotu kształtek styropianowych lub luźno wsypywanych kawałków o kształcie zbliżonym do orzeszka ziemnego. Wytwarza się z niego także elementy dekoracyjne.
Materiały izolacyjne stosowane w budownictwie, w tym styropian montowany w postaci płyt na elewacji, dachu lub przyziemiu, na obszarze Unii Europejskiej podlegają zharmonizowanym metodom badań, kryteriom oceny i wyrażania właściwości użytkowych. Za kwestie bezpieczeństwa pożarowego oraz wpływu na środowisko odpowiedzialne są poszczególne kraje UE. W Polsce, rozporządzeniem Ministra Infrastruktury, klasy reakcji na ogień, zgodnie z Polską Normą PN-EN 13501-1:2008 „Klasyfikacja ogniowa wyrobów budowlanych i elementów budynków – Część 1: Klasyfikacja na podstawie badań reakcji na ogień”. Styropian stosowany jako materiał budowlany jest materiałem: palnym (łatwo zapalnym), samogasnącym, co odpowiada klasie E według tej normy. W celu ograniczenia intensywności palenia styropianu stosuje się tak zwane opóźniacze palenia. W przypadku styropianu są to organiczne związki bromowe, heksabromocyklododekan (HBCD) lub bromowany polibutadien lub kopolimer zawierający blok polibutadienowy (PolyFR) lub inne. Związki bromu stosowane jako opóźniacze palenia są toksyczne, jednak związek o wysokiej masie cząsteczkowej (PolyFR) cechuje się mniejszą biodostępnością w porównaniu ze związkiem małocząsteczkowym (HBCD), co przekładanka się na zmniejszoną bioakumulacje w tkankach organizmów żywych.
W zależności od stopnia spienienia uzyskuje się styropiany o różnej gęstości. Styropiany o małej gęstości są słabe mechanicznie i łatwo ulegają zgnieceniu, o większej są twardsze i umożliwiają poprawne izolowanie niektórych elementów konstrukcyjnych narażonych na duże obciążenie (np. dachy, podłogi, elementy do formowania ścian, stropów żelbetowych).
Styropian o niskiej gęstości (od ok. 10 do ponad 40 kg/m³) stosowany jest również w budownictwie jako lekki rdzeń izolacyjno-konstrukcyjny przy produkcji warstwowych płyt budowlanych. Po odpowiedniej obróbce mechanicznej, styropian może być stosowany jako materiał do izolacji akustycznej – spełnia on zadanie jedynie w przypadku tłumienia dźwięków uderzeniowych.
Płyty styropianowe stosowane w budownictwie jako materiał izolacyjny cechuje różna gęstość w zakresie od 10 do 40 kg/m3. Przewodność cieplna styropianu (bez dodatków odbijających promieniowanie podczerwone) zależy od gęstości materiału. Minimum wartości przewodności cieplnej, a więc najlepszą termoizolacyjność (mierzona dla strumienia ciepła pomiędzy źródłami o temperaturze 20 °C oraz 0 °C) styropian osiąga dla gęstości od 25 kg/m3 do 33 kg/m3 i wynosi λ = 0,033 W/(m·K). Dla gęstości wyższych i niższych niż optymalna właściwości termoizolacyjne ulegają pogorszeniu, osiągając dla gęstości 12 kg/m3 wartość λ = 0,044 W/(m·K). Dalsze zmniejszanie gęstości powoduje gwałtowne pogorszenie właściwości termoizolacyjnych, i tak dla gęstości 10 kg/m3 wartość współczynnika wynosi λ = 0,057 W/(m·K).
Stosując inną technologię produkcji z polistyrenu otrzymuje się spieniony polistyren ekstrudowany (XPS) o odmiennych właściwościach fizyko-mechanicznych a zbliżonych właściwościach termoizolacyjnych (przy gęstości 33 kg/m3 wartość współczynnika wynosi λ = 0,033 W/(m·K)). Styropian ma gorsze właściwości termoizolacyjne od pianki z poliizocyjanuratu, który osiąga λ = 0,026 W/(m·K) (wartość mierzona w temperaturze pomiędzy 20 a 25 °C), natomiast jest materiałem bardziej ekonomicznym.

### Kolor
Kolor styropianu może pomóc klientowi w zdefiniowaniu jego zastosowania i w wyborze odpowiedniego rodzaju materiału ociepleniowego lub materiału pochodzącego od konkretnego producenta.
Przede wszystkim, kolor płyty styropianowej będzie zależał od koloru materiału użytego do jego wytworzenia. Zasadniczo płyty styropianowe są koloru białego lub szarego. Płyty białe wytworzone są ze „zwykłego” polistyrenu, natomiast szare – z polistyrenu z dodatkiem np. grafitu, który poprawia ich właściwości izolacyjne (λD = 0,031 W/(m·K)) i nadaje charakterystyczny kolor.
W Polsce, jeden z producentów styropianu, produkuje białe płyty w czarne kropki uzyskując tym samym znak rozpoznawczy swoich produktów  - Płyty Styropianowe "Dalmatyńczyk". Producent ten, jako jedyna firma w Polsce ma wyłączne prawa do produkcji styropianu "w kropki".

### Rodzaje styropianu stosowanego w budownictwie
Obecnie w handlu oferowane są:
- styropian fasadowy - stosowany do ocieplenia ścian zewnętrznych budynków
- styropian podłogowy - stosowany do ocieplenia podłogi lub posadzki
- perymetrycze płyty styropianowe do izolacji fundamentów - cechujący się mniejszą nasiąkliwością wody przy długotrwałym zanurzeniu w stosunku do niezmodyfikowanego styropianu o identycznej gęstości